# Cirrocumulus stratiformis
Le Cirrocumulus stratiformis est une espèce du cirrocumulus. Le nom cirrocumulus stratiformis est dérivé du latin signifiant en strates.
Les cirrocumulus stratiformis sont des cirrocumulus très petits couvrant une large partie du ciel. Ces nuages forment des couches peu épaisses,.
Il peut y avoir des interstices entre les cellules nuageuses individuelles.